# Jolson Sings Again
Jolson Sings Again (bra: O Trovador Inolvidável) é um filme norte-americano de 1949, do gênero biográfico musical, dirigido por Henry Levin e estrelado por Larry Parks e Barbara Hale. Trata-se da sequência de The Jolson Story, o maior sucesso da Columbia Pictures até aquela data.

## Sinopse
De volta aos palcos, Jolson sente falta da esposa, que o abandonou. Ele, então entra numa espiral de mulheres, cavalos e viagens. Porém, a morte da mãe e a Segunda Guerra Mundial o resgatam dessa vida dissoluta e ele passa a entreter as tropas americanas onde quer que elas estejam. Quando está à beira de um colapso, conhece a enfermeira Ellen Clark e tudo muda...

## Premiações
| Prêmio     | Categoria                     | Patrocinador                  | Situação |
| ---------- | ----------------------------- | ----------------------------- | -------- |
| Oscar 1950 | Melhor roteiro original       | Sidney Buchman                | Indicado |
| Oscar 1950 | Melhor fotografia (em cores)  | William E. Snyder             | Indicado |
| Oscar 1950 | Melhor trilha sonora original | George Duning, Morris Stoloff | Indicado |

## Elenco
| Ator/Atriz       | Personagem     |
| ---------------- | -------------- |
| Larry Parks      | Al Jolson      |
| Barbara Hale     | Ellen Clark    |
| William Demarest | Steve Martin   |
| Ludwig Donath    | Cantor Yoelson |
| Bill Goodwyn     | Tom Baron      |
| Myron McCormick  | Ralph Bryant   |
| Tamara Shayne    | Moma Yoelson   |

## Galeria

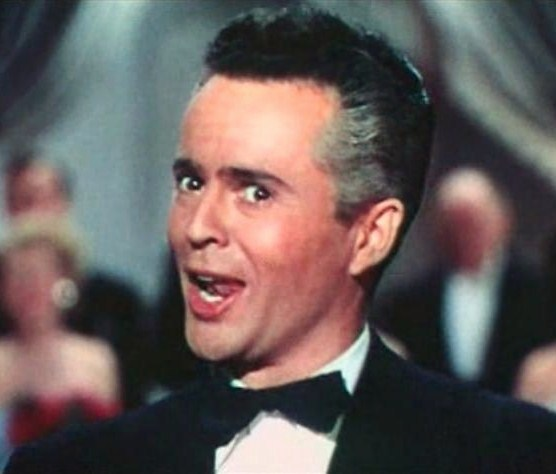
Larry Parks, como Al Jolson, em cena do trailer
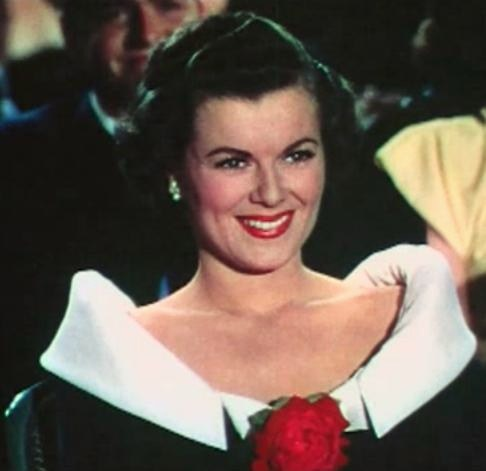
Barbara Hale, como a esposa de Jolson, também em cena do trailer
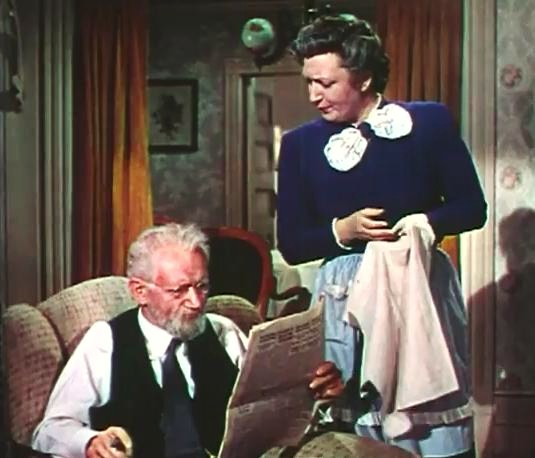
Ludwig Donath e Tamara Shayne no trailer. Eles interpretam os pais de Al Jolson, papéis que já haviam feito em The Jolson Story